# Guillem de Sonnac

Escut d'Armes de Guillaume de Sonnac

Guillem de Sonnac (en francès Guillaume de Sonnac; mort el 6 d'abril de 1250) fou Gran Mestre de l'Orde del Temple entre el 1247 i el 1250.
Se sap que va participar en la presa de Damiata i que va morir en la batalla d'Al Mansurah, l'11 de febrer del 1250, després d'haver perdut un ull el 8 febrer, durant els primers combats d'aquesta batalla.
Pertanyia a la família Sonnac, un dels llinatges més destacats de la regió del Roergue.